# Robert Müser

Robert Müser 1910

Robert Müser (* 12. Oktober 1849 in Dortmund; † 30. Oktober 1927 ebenda) war ein deutscher Bergbauunternehmer. Er leitete die von seinem Vater mitgegründete Harpener Bergbau AG.

## Leben
Müser wurde als elftes von 15 Kindern des Ehepaars Friedrich Wilhelm und Friederika Caroline Amalie Müser, geborene Lührmann, geboren. Vier Kinder des Paares starben jedoch schon früh. Die Mutter war Tochter eines Dortmunder Kolonialwarengroßhändlers, der Vater stammte aus einer Langendreerer Bergbaufamile und war eigentlich Arzt. Er gründete jedoch am 4. Januar 1856 gemeinsam mit Wilhelm von Hoevel und Heinrich von Sydow die Harpener Bergbau AG (HBAG). Robert Müser besuchte das Gymnasium in Dortmund und ging 1866 nach Amerika, wo sich auch drei ältere Brüder aufhielten. Er absolvierte eine Lehre bei einer New Yorker Bank und war in einem New Yorker Handelshaus tätig. Er beabsichtigte, in den Vereinigten Staaten zu bleiben, und erwarb die US-amerikanische Staatsbürgerschaft. Auf Wunsch des schwer erkrankten Vaters kehrte er jedoch 1874 nach Dortmund zurück und wurde in den Verwaltungsrat der HBAG berufen. Ein Jahr später übernahm er gemeinsam mit Bergmeister von der Becke die Leitung des Unternehmens; als dieser 1893 ausschied, führte Müser das Unternehmen als Generaldirektor bis zum 30. Juni 1914 allein und wechselte dann in den Aufsichtsrat. Während Müsers Amtszeit expandierte das Unternehmen stark: Die Zahl der Schächte stieg von 4 auf 46, die Zahl der Beschäftigten von 1.755 auf 33.185. Daneben war er in zahlreichen Aufsichtsräten anderer Unternehmen vertreten und engagierte sich auch industriepolitisch. Er gehörte zu den Gründern des Rheinisch-Westfälischen Kohlen-Syndikats. 
Er erbaute Haus Ende in Herdecke. Robert Müser starb unverheiratet.

## Ehrungen
1902 wurde er zum Kommerzienrat ernannt, 1910 zum Geheimen Kommerzienrat. Zu seinem Andenken wurde die Zeche Robert Müser in Bochum nach ihm benannt.